# Gmina zbiorowa Marklohe
Gmina zbiorowa Marklohe (niem. Samtgemeinde Marklohe) – dawna gmina zbiorowa położona w niemieckim kraju związkowym Dolna Saksonia, w Nienburg (Weser). Siedziba administracji gminy zbiorowej znajdowała się w miejscowości Marklohe.

## Podział administracyjny
Do gminy zbiorowej Marklohe należały trzy gminy:
1. Balge
2. Marklohe
3. Wietzen

1 listopada 2021 gmina zbiorowa wraz z gminą zbiorową Liebenau utworzyła nową gminę zbiorową Weser-Aue.